# Walter Dubislav
Walter Dubislav (20. září 1895, Berlín – 17. září 1937, Praha) byl německý filozof a teoretik vědy, jehož ovlivnil Bernard Bolzano a myšlenkově byl spjat s filozofickými postoji Vídeňského kroužku.
Zabýval se mimo jiné problémem vědeckého definování, přičemž rozvíjel názory Gottloba Fregeho.

## Dílo
- Die Definition, 1931
- Die Philosophie der Mathematik in der Gegenwart, 1932
- Naturphilosophie, 1933